# Ризо Прошев
Ризо Иванов Прошев (Прошов, Прошков) е български революционер, деец на Вътрешната македоно-одринска революционна организация.

## Биография
Роден е през или около 1890 година в село Хума, тогава в Османската империя, днес в община Гевгели в Северна Македония. Завършва III отделение. Занимава се със земеделие. Присъединява се към ВМОРО. Ръководител е на селския комитет.
При избухването на Балканската война в 1912 година е доброволец в Македоно-одринското опълчение. Служи във Втора гевгелийска чета, в Първа рота на 15-а щипска дружина и в Сборната партизанска рота на МОО.